# A kis Nemo

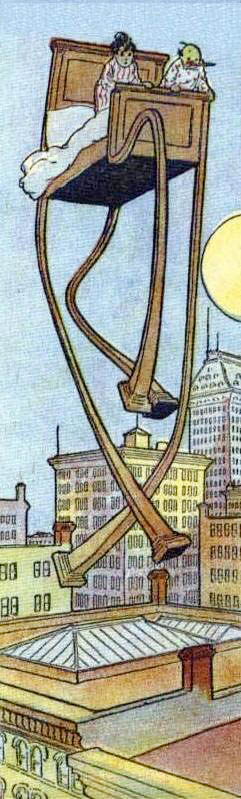
A sétáló ágy, 1908. július 26.

A Kis Nemo egy amerikai képregény, a Kis Nemo Szundiországban (Little Nemo in Slumberland) címszereplője. A képregény az amerikai rajzoló és animátor Winsor McCay munkája. McCay 1905-ben kezdte publikálni sorozatát a New York Heraldban, majd 1911-ben otthagyta a lapot, és a konkurens New York American laphoz szerződött. Ez utóbbi kiadványban a képregény megváltozott címmel futott (Little Nemo in the Land of Wonderful Dreams). A képregénynek minden epizódja egy oldal terjedelmű, és egy egy oldal jelent meg hetente, és mindegyik a Kis Nemonak az álom országában átélt egy-egy rövid kalandját mutatja be. Minden egyes oldal azzal végződik, hogy Nemo felébred, az utolsó kockán már ébren látható.

## Történet
A Kis Nemo egy átlagosnak mondható, kissé félénk, hat év körüli kisfiú. Az álmok királya, Morpheus hívja őt meg az országába, hogy találkozzon a lányával. Nemonak azonban nehezen sikerül teljesíteni a célt: csak az 1906 elején publikált epizódokban jut el Morpheus birodalmának kapujába, és újabb négy hónapba telik neki, míg találkozik a lánnyal. A Slumberland szó így kettős jelentésű: megnevezi Morpheus városát, de az azon túli, álombeli világokat is. Nemo így eljut többek között a sarkvidékre, a Holdra és a Marsra is, a legkülönfélébb élőlényekkel találkozik és a legkülönfélébb eszközökkel utazik (léghajó, óriás madár stb.)
Nemo mellett a leggyakrabban feltűnő figura a mindig szivarozó, cilindert és öltönyt viselő Flip. Flip egyszerre pozitív és negatív szereplő, egyszerre segíti és hátráltatja, gyakran bajba is keveri Nemot.

## Jellemzők
Az egyoldalas epizódok mindegyike egy rövid álombeli kalandot jelenít meg, de gyakran nem is egy történetet mesél el, hanem egy furcsa ötletet ad elő. Gyakori téma a dolgok átalakulása más dolgokká, vagy a hétköznapi tárgyak elváltozása: a dolgok megnövekednek, összezsugorodnak, a házak kinőnek a földből vagy visszasüppednek oda. Az egyik legtöbbet változó tárgy maga Nemo ágya: ez átváltozhat hajóvá, csónakká. A leghíresebb epizódban (The Walking Bed) az ágy lábai mozogni kezdenek, és az éltre kelt fekvő alkalmatosság elhagyja a szobát, és vágtatni kezd Nemoval és Flippel a városban. Közben a lábai folyamatosan hosszabbodnak, míg végül a többméteresre nyúlva belegabalyodnak egy templomtoronyba, Nemo pedig lezuhan a mélybe.
Mivel a képregény minden epizódja egy oldal, McCay a panelek elrendezésének elképesztő változatosságát mutatja fel. A képkockák gyakran azonos méretűek, máskor viszont folyamatosan növekednek, szélesednek vagy keskenyednek. A panelek elrendezése és az egymás mellé helyezett képek kompozíciója is a sokféle meglepő kompozíciós rendet képes kialakítani.
Kiemelhető még a perspektíva erőteljes alkalmazása illetve a rajzok részletgazdagsága. A háttereken és a figurák megformálásán a szecesszió hatása érezhető.